# Инаугурация Александра Лукашенко (2020)
Шестая инаугурация Александра Григорьевича Лукашенко в качестве Президента Республики Беларусь состоялась 23 сентября 2020 года, которая ознаменовала начало нового пятилетнего срока Александра Лукашенко на посту президента Белоруссии.

## Предыстория
После состоявшихся 9 августа 2020 года президентских выборов, на которых, по официальным данным, Александр Лукашенко одержал победу, набрав свыше 80 % голосов избирателей, на территории Белоруссии начались массовые акции протеста. В ответ на требование протестующих пересчитать голоса или признать результаты прошедших выборов недействительными ЦИК Белоруссии не нашёл оснований и отказал в пересчёте голосов, а также в предоставлении копии протоколов участковых комиссии о результатах выборов. После выборов по закону инаугурация должна состояться в срок до 9 октября, ввиду чего одним из вариантов экспертов была середина сентября; официально день, когда состоится церемония, до наступления 23 сентября так и не был объявлен.

## Церемония
23 сентября 2020 года во Дворце Независимости в обстановке секретности, без публичного оповещения состоялась шестая церемония инаугурации Александра Лукашенко, приблизительно в 11:00. После внесения государственного флага Белоруссии, президентского штандарта и специального экземпляра Конституции Белоруссии Лукашенко, положив правую руку на Конституцию, произнёс присягу на белорусском языке. Затем военнослужащие принесли клятву на верность народу и президенту, после чего Лукашенко подписал акт о принесении присяги. После этого председатель ЦИК Белоруссии Лидия Ермошина вручила Лукашенко удостоверение Президента Республики Беларусь.
В своей инаугурационной речи Лукашенко заявил, что для него «вступление в должность главы государства — это прежде всего величайшая честь и колоссальная ответственность перед народом». Он напомнил, что власти работают над новой Конституцией, подчеркнув необходимость создания условий для развития «настоящей партийной системы», усовершенствования избирательного законодательства, а среди приоритетов будущей государственной политики будет «новое общество, которое настроено на более активное продвижение общественно-политических инициатив». Политик заключил: «Я сделаю всё для того, чтобы вы никогда не пожалели, что первым президентом нашей Беларуси был я».
На церемонии присутствовало около 700 человек. Среди них были высшие должностные лица, депутаты Палаты представителей и члены Совета Республики, руководители государственных органов и организаций, местных исполнительных и распорядительных органов, республиканских средств массовой информации, деятели науки, культуры и спорта.

## Реакция
Тайная инаугурация Лукашенко вызвала новый виток протестов. Вечером 23 сентября, после трансляции полной версии инаугурации протестующие стали собираться на проспекте Победителей, в то время как силовики вернулись к жёстким избиениям и задержаниям, использовав дубинки, водомёты и слезоточивый газ. Политолог Валерий Карбалевич заявил: «По мере того, как власть будет чувствовать силу, размах репрессий будет только увеличиваться. Я боюсь, что Лукашенко начнёт очень жестоко мстить всем тем, кто против него протестовал». С заявлениями об отказе признавать Лукашенко легитимным президентом даже после инаугурации выступили власти Украины, США, Канады, Германии, Словакии, Литвы, Латвии, Эстонии, Чехии, Дании, Польши и Нидерландов. Пресс-секретарь президента России Дмитрий Песков сказал: «Я предпочту никак не комментировать, ибо это абсолютно суверенное внутреннее решение белорусского руководства, и если такое решение руководством принято, значит, так посчитали целесообразным».
29 января 2021 года, на встрече со студенческой молодёжью Лукашенко заявил, что его инаугурация проходила втайне из-за информации о готовящейся провокации со стороны его противников, намереваясь забросить в автобус с местными депутатами «коктейль Молотова».